# Dialetto friulano orientale
Il friulano orientale, detto anche sonziaco, friulano goriziano (nome nativo furlan gurizan o furlan da bassa) è l'insieme delle varianti della lingua friulana parlate nelle aree che più o meno corrispondevano all'antica Contea di Gorizia e Gradisca (detto anche Friuli austriaco o Di là dal Clap), vale a dire quei territori friulani appartenuti all'Austria-Ungheria fino al 1918, allorquando passarono all'Italia a seguito della prima guerra mondiale.
Il sopracitato friulano del goriziano si differenzia dalla koinè ufficiale per diversi tratti caratteristici, essendo state scelte come base per la grammatica della lingua ufficiale normalizzata le varianti della zona udinese. Ciononostante, alcuni studiosi tendono a classificare entrambe le varianti sotto il gruppo centro-orientale.

## Diffusione
I confini del friulano goriziano sono rappresentati a est dal fiume Isonzo sino al mare Adriatico (fatte salve la città di Gorizia e, almeno fino a poco tempo fa, le frazioni di Peteano e di San Martino del Carso in comune di Sagrado), mentre a ovest da una linea immaginaria che da Porto Buso, a ponente di Grado, raggiunge Brazzano passando lungo i centri di Cervignano del Friuli, Muscoli, Strassoldo, Aiello del Friuli, Campolongo al Torre, Tapogliano, includendoli, per poi seguire il confine politico della attuale provincia di Gorizia.
Incerta la classificazione dei dialetti di Cormons e Mariano del Friuli, i quali si caratterizzano per la tipica terminazione in -e delle parole femminili, peculiarità molto probabilmente originata dalla storica immigrazione di lavoratori dal Friuli centro-occidentale avvenuta nel Settecento contestualmente alla concessione agli abitanti della zona del taglio della selva della Ternova data da Maria Teresa d'Asburgo, che portò allo sviluppo di un nucleo di botteghe artigiane specializzate nella produzione di sedie impagliate, dalle quali si formò il nucleo originario del futuro Distretto della Sedia. Questa peculiarità ha indotto Ugo Pellis a includere queste parlate nei tipi friulani centrali, ma non è dello stesso avviso Giovanni Frau che ritiene questa differenza non sufficiente per separarle dal goriziano.

## Storia

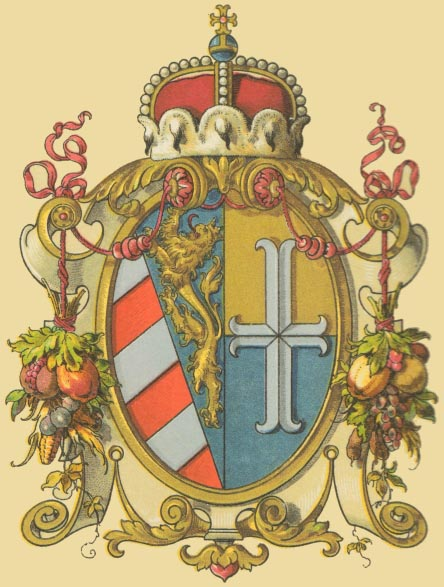
Blasone della Contea di Gorizia e Gradisca

Le diversità della parlata friulana orientale hanno cause storiche; queste zone appartennero agli Asburgo per sei secoli consecutivi (dopo altri sei secoli consecutivi di Sacro Romano Impero, due di Impero carolingio e tre di Regno Longobardo), causando un'evoluzione linguistica distinta rispetto alle zone friulane ad occidente, dominate tra il Quattrocento ed il Settecento dalla Repubblica di Venezia e quindi più influenzate dalle parlate e dall'ambiente culturale veneto.
In special modo a Gorizia la maggiore influenza austriaca è riscontrabile nelle opere ivi pubblicate nel XIX secolo; inoltre, spesso la popolazione era trilingue o addirittura quadrilingue, conoscendo anche lo sloveno e l'italiano accanto al tedesco e al friulano. La Contea di Gorizia fu l'unico territorio in cui il friulano venne accettato come lingua anche dagli strati sociali più elevati, diventando lingua letteraria, d'insegnamento, ed utilizzata in ambito istituzionale persino in parlamento a Vienna dai delegati eletti nel territorio.

## Censimenti
Nella Contea di Gorizia e Gradisca la lingua friulana è stata censita 2 volte.
La prima nel 1857, con questi risultati:
48.841 friulanofoni, 130.748 sloveni, 15.134 italiani e 2.150 tedeschi.
La seconda nel 1921, pochi anni dopo l'annessione al Regno d'Italia: furono censiti 50.589 friulanofoni.

## Caratteristiche

### Morfologia
A prima vista, il carattere più evidente è dato dalle terminazioni delle parti del discorso, che in quasi tutte le varianti  (sono escluse quelle di Mariano del Friuli (capoluogo) e Cormons) sono in -a. Se quindi nel friulano centrale si parla di "Lenghe furlane", in questa variante diventa "Lenga furlana"; allo stesso modo "Jê e samene i cudumars" diventa "Jê samena i cudumars".
Differiscono alcuni articoli determinativi:
| Friulano goriziano | Friulano goriziano | Friulano centrale | Friulano centrale |
| Maschile           | Femminile          | Maschile          | Femminile         |
| ------------------ | ------------------ | ----------------- | ----------------- |
| al                 | la                 | il                | la                |
| i                  | li(s)              | i                 | lis               |

Si assiste alla caduta della -s nell'articolo femminile plurale. 
Per quanto riguarda la grammatica, i caratteri principali sono i seguenti: 
Fortissimo arretramento dell'uso del Passato Indicativo, a favore del Passato Prossimo.
I pronomi personali clitici (tipici della Lingua friulana), a differenza di tutte le altre varianti della lingua, nelle frasi affermative vengono quasi sempre omessi; inoltre, nelle forme verbali, all'indicativo presente la prima persona termina solitamente in -i invece che in -t, viene qui di seguito preso in esempio il verbo crodi (credere):
| Friulano goriziano | Friulano goriziano | Friulano centrale | Friulano centrale |
| Persona            | forma              | Persona           | forma             |
| ------------------ | ------------------ | ----------------- | ----------------- |
| jo                 | a crodi            | jo                | o crôt            |
| tu                 | tu crodis          | tu                | tu crodis         |
| lui                | al crot            | lui               | al crôt           |
| jê                 | a crot             | jê                | e crôt            |
| nô                 | a crodìn           | nô                | o crodìn          |
| vualtris           | a crodès           | vô                | o crodês          |
| lôr                | a crodin           | lôr               | o crodin          |

Diversa rispetto alla koinè è anche la coniugazione dei verbi modali, qui di seguito viene preso ad esempio il verbo volê (volere), che all'Indicativo presente ha la seguente coniugazione:
| Friulano goriziano | Friulano goriziano | Friulano centrale | Friulano centrale |
| Persona            | forma              | Persona           | forma             |
| ------------------ | ------------------ | ----------------- | ----------------- |
| jo                 | a uli              | jo                | o vuei            |
| tu                 | tu ulis            | tu                | tu vuelis         |
| lui                | al ûl              | lui               | al vûl            |
| jê                 | a ûl               | jê                | e vûl             |
| nô                 | a orìn (urìn)      | nô                | o volìn           |
| vualtris           | a orês             | vô                | o volês           |
| lôr                | a ulin             | lôr               | a vuelin          |

La prima persona singolare del futuro semplice è jo a orarai (urarai), nell'imperfetto jo a orevi (urevi), nel condizionale è jo a orarès (urarèssi), con differenze minime da centro a centro.

### Fonologia
Dal punto di vista dei suoni, questo friulano presente varie diversità consonantiche rispetto alle altre zone friulanofone, che potrebbero farlo sembrare meno "originale", in quanto, per esempio, alcuni suoni tipici del friulano centrale, come il tipico digramma 'cj' che indica la prepalatale sorda [k'] (per esempio in cjase) diventa affricata postpalatale sorda /ʧ/ (ciasa).
Lo stesso vale per la prepalatale sonora [ɡ'] rese nella grafia con il digramma 'gj', diventa una affricata postalveolare sonora [d͡ʒ]. Es. "gjat" (gatto), viene pronunciato giat.
Un'altra differenza con le altre varianti riguarda la resa della affricata postalveolare sorda [t͡ʃ] resa graficamente con 'c' o 'ç': in queste varianti divenne una affricata alveolare sorda [ʦ] (in grafia: 'z'). In alcuni centri di più frequente rapporto con Venezia (ad es. Gradisca d'Isonzo), essa mutò in un suono di fricativa alveolare sorda [s] (in grafia 's') più o meno distante dall'affricata 'z' di cui sopra.
Analogo discorso va fatto per l'affricata palatale sonora del friulano centrale [d͡ʒ] (in grafia 'g' o 'z'), che ebbe in queste varianti l'esito di affricata alveolare sonora [ʣ] o di fricativa alveolare sonora [s].
Nelle varianti goriziane le due serie di vocali tipiche del friulano, brevi (/i, e, ɛ, a, ɔ, o u/) e lunghe (/iː, eː, ɛː, aː, ɔː, oː, uː/), tendono a livellarsi venendo realizzate come brevi in misura sempre maggiore man mano che ci si sposta verso est.

### Lessico
Visto il contesto secolare multiculturale e plurilingue, le varianti orientali nei secoli hanno acquisito prestiti sia dal tedesco che dallo sloveno in misura maggiore rispetto alle altre varianti della lingua friulana.
Una delle vie di penetrazione fondamentale per questi neologismi, oltre alla fusione linguistica dovuta alla prossimità geografica e a necessità di natura commerciale o amministrativa, è stata la lunga ferma militare maschile nell'Esercito asburgico.
Inoltre, al contrario delle altre zone friulanofone, nei territori della Contea la lingua friulana ha mantenuto caratteri più forti di lingua veicolare sia tra l'alta borghesia che tra la nobiltà anche in epoca moderna e contemporanea.

### Grafia
Il testo contenente le norme per la grafia normalizzata della lingua friulana contiene una serie di giustificazioni riguardo alla scelta di una varietà unica quale lingua di riferimento, specificando tuttavia che il sistema grafico può essere utilizzato per la realizzazione di tutte le varietà della lingua friulana. Nel 2013 il legislatore regionale ha integrato tali indicazioni fornendo ulteriori convenzioni grafiche riconosciute per rappresentare i fonemi peculiari..